# Campionati europei di pattinaggio di velocità 1899
I Campionati europei di pattinaggio di velocità 1899 sono stati la 9ª edizione della manifestazione. Si sono svolti dal 16 al 17 gennaio 1899 a Davos, in Svizzera.

## Podi

### Uomini
| Evento              | Oro           | Punti      | Argento          | Punti           | Bronzo    | Punti           |
| Allround (dettagli) | Peder Østlund | 4 vittorie | Gustaf Estlander | 2 secondi posti | Jan Greve | 1 secondo posto |